# Devil Take My Soul
Devil Take My Soul è il secondo singolo di Son of Dave estratto dall'album 02 nel 2005.

## Tracce
1. Devil Take My Soul – 3:19
2. Devil Take My Soul (remix) – 3:19

## Il video
Non è stato fatto nessun video per questo brano.